# گریگوری لی جانسون
گریگوری لی جانسون (به انگلیسی: Gregory Lee "Joey" Johnson) یک فعال سیاسی کمونیست اهل ایالات متحدهٔ آمریکا بود که در جریان یک تظاهرات سیاسی در حاشیهٔ همایش ملی جمهوری‌خواهان در سال ۱۹۸۴ در شهر دالاس در تگزاس پرچم ایالات متحده را به آتش کشید. این کار او به عنوان تخطی از قانون ایالت تگزاس مبنی بر هتک حرمت پرچم تلقی شد و منجر به نقش او در مقام مدافع در ماجرای موسوم به تگزاس علیه جانسون (۱۹۸۹) در دیوان عالی ایالات متحده آمریکا شد.